# Elecciones generales de India de 2019
Las elecciones generales se celebraron en India entre el 11 de abril y el 19 de mayo de 2019 para constituir el 17.º Lok Sabha, cámara baja del país. Los votos fueron contados y el resultado declarado el 23 de mayo. Aproximadamente 911 millones de personas tenían derecho a votar, y la participación electoral superó el 67 por ciento, la más alta de la historia, así como la participación más alta de mujeres votantes. 
El Partido Bharatiya Janata ganó 303 escaños, aumentando aún más su mayoría sustancial y la Alianza Democrática Nacional (NDA) liderada por el BJP ganó 353 escaños. El BJP ganó el 37,36% de los votos, mientras que el voto combinado de la NDA fue el 45% de los 60,37 millones de millones de votos que se votaron. El Congreso Nacional Indio obtuvo sólo 52 escaños y la Alianza Progresista Unida dirigida por el Congreso ganó 91. Otros partidos y sus alianzas obtuvieron 98 escaños.
Las elecciones a la asamblea legislativa en los estados de Andhra Pradesh, Arunachal Pradesh, Odisha y Sikkim se llevaron a cabo simultáneamente con las elecciones generales, así como elecciones parciales a veintidós escaños de la Asamblea Legislativa de Tamil Nadu.

## Sistema electoral
Los 543 miembros del Lok Sabha serán elegidos de circunscripciones electorales de un solo miembro por escrutinio mayoritario (escrutinio mayoritario uninominal). El presidente de India nomina a dos miembros adicionales.

## Campaña

### Asuntos

#### Acusaciones
Los partidos de oposición acusaron al gobierno de la NDA de destruir instituciones y procesos democráticos. Modi negó estas acusaciones y culpó al Congreso y a los comunistas de socavar instituciones como la policía, la CBI y el CAG, y citó el asesinato de activistas del BJP en Kerala y Madhya Pradesh. El partido del Congreso, junto con otros partidos de oposición y un grupo de funcionarios jubilados, acusaron a la ECI de estar comprometida e insinuaron que respaldan las violaciones del código modelo de conducta por parte de Narendra Modi y otros líderes políticos del BJP durante sus campañas. Otro grupo de 81 funcionarios públicos, jueces y académicos jubilados impugnó estas acusaciones, hizo contraacusaciones y afirmó que la ECI actuó de manera justa y similar en las presuntas violaciones de ambas partes. El grupo afirma que tales ataques políticos contra la ICE son un "intento deliberado de denigrar y deslegitimar las instituciones democráticas".

#### Economía
Según The Times of India, los principales logros económicos del actual gobierno de la NDA incluyen una tasa de inflación inferior al 4 por ciento, la reforma del GST, el Código de Insolvencia y Quiebras. Sus programas, en los últimos años, que han tocado positivamente a muchas de las masas indias, incluyen el Jan Dhan Yojana, gas de cocina rural y electricidad para hogares. Según el FMI, la economía india ha estado creciendo en los últimos años, su tasa de crecimiento del PIB se encuentra entre las más altas del mundo para las principales economías, y se espera que la India sea la principal economía de más rápido crecimiento en 2019-2020 y 2020-2021. con un PIB real proyectado para crecer al 7,3 por ciento. Los datos de crecimiento del PIB han sido cuestionados por un grupo de científicos sociales indios, economistas y la campaña electoral de la oposición política, mientras que un grupo de contadores públicos indios ha defendido los datos, la metodología de cálculo del PIB y cuestionado las motivaciones de quienes disputan las estadísticas recientes del PIB de la India.
La campaña electoral de la oposición ha afirmado que tanto la desmonetización como la ley GST han "afectado gravemente a las pequeñas empresas, los agricultores y los trabajadores ocasionales", afirma The Times of India. El titular ha afirmado que heredaron un país del anterior gobierno liderado por el Congreso que era "un legado de parálisis de políticas, corrupción y fragilidad económica", y que las políticas gubernamentales lideradas por el BJP han colocado a India en mejores fundamentos económicos y en una marcha rápida. Modi afirma que su gobierno buscó la desmonetización en aras del interés nacional, su gobierno ha identificado y anulado el registro de 338.000 empresas ficticias, identificado y recuperado 130.000 crore (18.000 millones de dólares) en dinero negro desde 2014 y casi duplicó la base impositiva de la India. El partido del Congreso cuestiona las afirmaciones de los titulares y ha alegado que las oficinas del BJP se han "convertido en centros de creación de dinero negro", y busca una investigación judicial sobre el acuerdo de Rafale con Francia y el papel del BJP en la corrupción.

#### Seguridad y terrorismo
En respuesta al ataque de Pulwama de 2019, la Fuerza Aérea de la India realizó ataques aéreos dentro de Pakistán, por primera vez desde la guerra Indo-Pakistaní de 1971. El conflicto en curso con Pakistán se convirtió en un factor significativo en las elecciones. Los partidos de oposición acusados de politizar al ejército, mientras que el BJP respondió a sus acusaciones afirmando que las denuncias planteadas por ellos afectaban negativamente la moral de las fuerzas armadas.
Según el Pew Research Center, tanto antes como después del estallido de las recientes tensiones entre India y Pakistán, sus encuestas de 2018 y 2019 sugieren que la mayoría significativa de los votantes considera a Pakistán como una "amenaza muy grave" para su país, y que el terrorismo es un problema. un "problema muy grande".

#### Desempleo
Según el Pew Research Center, la mayoría de los votantes indios considera la falta de oportunidades de empleo como un "gran problema" en su país. "Aproximadamente 18,6 millones de indios estaban desempleados y otros 393,7 millones trabajan en empleos de mala calidad vulnerables al desplazamiento", afirma el informe Pew.
El gobierno no ha publicado oficialmente un informe sobre el desempleo preparado por la encuesta periódica de la fuerza laboral de la Oficina Nacional de Encuestas por Muestras (NSSO). Según Business Today, este informe es la "primera encuesta exhaustiva sobre el empleo realizada por una agencia gubernamental después de que el primer ministro Narendra Modi anunciara una medida de desmonetización en noviembre de 2016". Según este informe, la tasa de desempleo en la "situación habitual" [d] de 2017-2018 en la India es del 6,1 por ciento, un máximo de cuatro décadas. [d] El gobierno ha afirmado que el informe no era definitivo. Según la Organización Internacional del Trabajo (OIT), una agencia de las Naciones Unidas, el desempleo está aumentando en la India y la "tasa de desempleo en el país [India] se situará en el 3,5 por ciento en 2018 y 2019, el mismo nivel de desempleo observado en 2017 y 2016 ", en lugar de descender al 3,4 por ciento como se había proyectado anteriormente. [51] Según el Informe de Perspectivas Sociales del Empleo en el Mundo de la OIT, la tasa de desempleo en la India ha estado en el rango del 3,4 al 3,6 por ciento durante los períodos de 2009-2014 liderados por el gobierno de la AUP y por el gobierno de la NDA entre 2014 y 2019.
Los partidos de oposición han afirmado en su campaña electoral que el desempleo en India ha alcanzado niveles de crisis. El gobierno de la NDA ha negado la existencia de una crisis laboral.El primer ministro Narendra Modi afirmó que no faltan puestos de trabajo, pero que faltan datos precisos sobre puestos de trabajo.
La oposición ha atacado el desempeño del gobierno de la NDA con la NSSO reportó datos de desempleo del 6.1 por ciento. Modi y su gobierno han cuestionado este informe de estadísticas laborales, afirmando que "la mayoría de las encuestas que intentan capturar la tasa de desempleo están sesgadas ya que no cubren el sector no organizado, que representa el 85-90 por ciento de los empleos [en India]".

#### Estrés agrario-rural
La campaña del partido del Congreso ha destacado la "angustia agraria" como un tema electoral.. La campaña del BJP ha destacado que el partido del Congreso había estado en el poder durante cinco generaciones de la dinastía Nehru y sus promesas pasadas y temas de campaña han sido vacíos. Afirma que las recientes exenciones de préstamos a agricultores por parte del Congreso no han llegado a "ni siquiera el 10% de los agricultores" ni han ayudado a la situación financiera de los agricultores. BJP destaca que su "Kisan Samman Nidhi" ayuda a los pequeños agricultores en el momento de la siembra de semillas mediante un depósito directo de ₹ 6000 en sus cuentas. La oposición ha acusado esto como un intento de atraer votantes.
Según The Times of India, un grupo de asociaciones de agricultores ha exigido que el manifiesto electoral de 2019 de los partidos políticos rivales prometa "mantener la agricultura fuera de la Organización Mundial del Comercio (OMC)" y que los intereses de los agricultores indios no deben verse comprometidos. en los tratados comerciales mundiales. También han exigido exenciones de préstamos y ayudas a los ingresos para el sector agrícola. Según Business Standard y la Organización de las Naciones Unidas para la Agricultura y la Alimentación, la India ha sido testigo de cosechas récord en los últimos años, incluido 2017, cuando sus agricultores cultivaron más cereales que nunca. Sin embargo, los agricultores consideran que los "bajos precios remunerativos" que reciben en el mercado libre son demasiado bajos y la necesidad de que el gobierno indio establezca precios mínimos de apoyo más altos para los productos agrícolas. Estos agricultores consideran que esto es un tema para las elecciones generales de 2019.

#### Dinastías políticas
El BJP ha destacado que el partido del Congreso ha confiado en la dinastía de Nehru para el liderazgo desde la independencia de la India, su falta de instituciones internas del partido y ha afirmado que siempre que el Congreso ha estado en el poder, la libertad de prensa y las instituciones del gobierno indio han "recibido una dura paliza". Durante la campaña electoral, sus líderes han mencionado la Emergencia de 1975, el nepotismo, la corrupción y los abusos generalizados de los derechos humanos bajo el gobierno del Congreso en el pasado. El líder de la alianza liderada por el Congreso, HD Kumaraswamy, hijo de un ex primer ministro de la India y ex primer ministro de Karnataka, ha respondido que "India se desarrolló debido a la política de la dinastía", afirmando que "la política de la dinastía no es el problema principal, sino los problemas". [El Congreso ha alegado hipocresía por parte del BJP, alegando que el propio BJP forma alianzas con partidos de dinastía como el Akali Dal en Punjab, y que los familiares de los principales líderes del BJP como Rajnath Singh y Arun Jaitley también han estado en política.
Según un informe de IndiaSpend publicado por BloombergQuint, los partidos regionales más pequeños como la Conferencia Nacional de Jammu y Cachemira, el Partido Lok Jan Sakti, Shiromani Akali Dal, Biju Janata Dal y el Partido Samajwadi tienen densidades más altas de candidatos y representantes electos derivados de la dinastía. Si bien tanto el Congreso como el BJP también han nominado candidatos de dinastías políticas, afirma el informe, la diferencia entre ellos es que en el Congreso "el liderazgo de los principales partidos se ha transmitido de generación en generación dentro de la misma familia [de la dinastía Nehru Gandhi]", mientras que ha habido una diversidad histórica no dinástica en el liderazgo superior dentro del BJP. Según el informe, si bien el BJP también ha nominado candidatos de dinastías políticas, su mejor operación de relaciones públicas "puede saltar en su defensa cuando es atacado por los mismos motivos". En contraste con el informe IndiaSpend, el análisis de Kanchan Chandra, un destacado profesor de Política, de las elecciones generales de 2004, 2009 y 2014 incluyó el hallazgo de que el partido del Congreso ha tenido aproximadamente dos o más parlamentarios dinásticos que el BJP en esas elecciones, y más alto que todos los principales partidos políticos en la India, excepto el Partido Samajwadi. Muchos de estos políticos dinásticos en la India que heredan los puestos de liderazgo nunca han tenido ningún empleo y carecen de experiencia estatal o local, afirma Anjali Bohlken, profesor y erudito en ciencias políticas, y esto genera preocupaciones sobre el nepotismo desenfrenado y el nombramiento de sus propios amigos, parientes y compinches si son elegidos. El BJP ha apuntado al partido del Congreso en las elecciones de 2019 por presunto nepotismo y una dinastía familiar para el liderazgo.

## Encuestas

Número de escaños según encuestas.

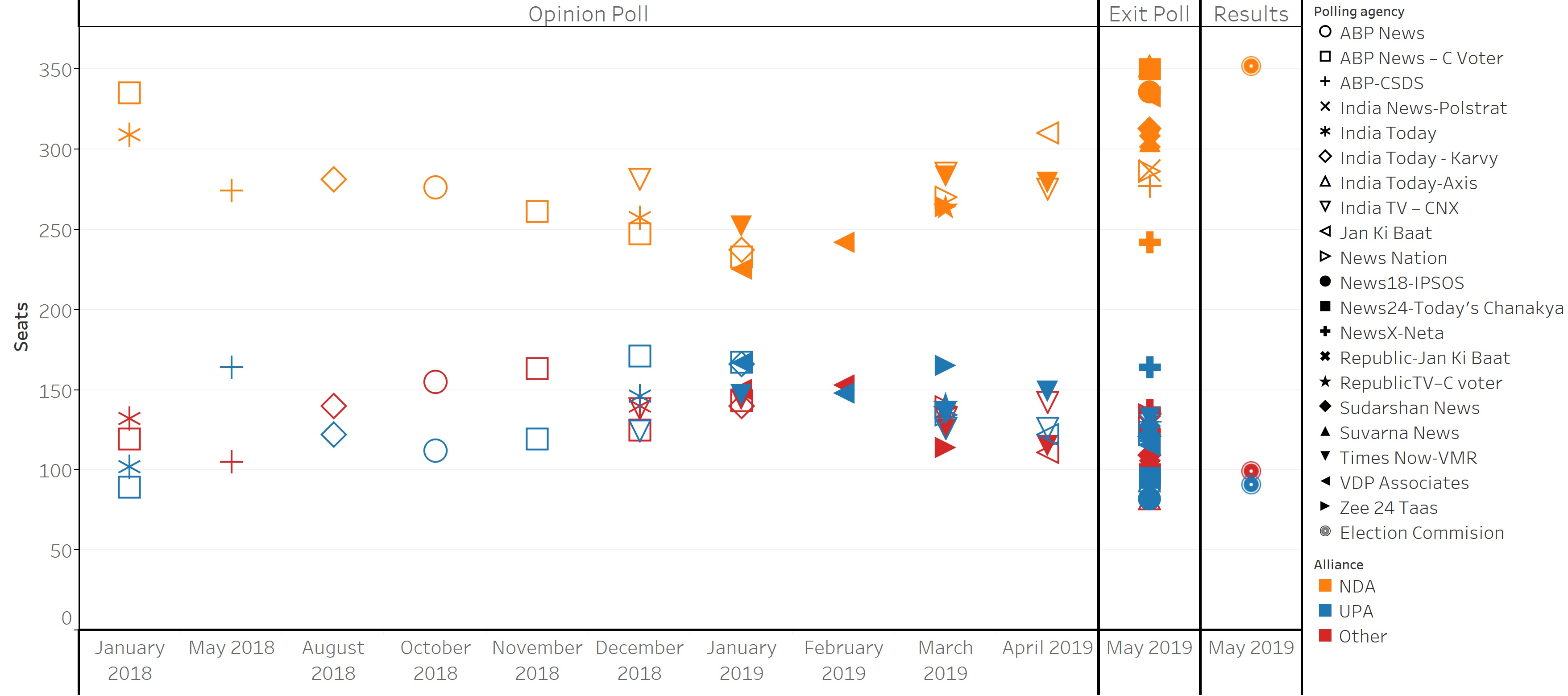
Tendencias 2019

En el período previo a las próximas elecciones generales de India, varias organizaciones llevarán a cabo encuestas de opinión para medir las intenciones de voto en dicho país. Los resultados de tales encuestas se muestran en esta lista.
El rango de fechas para estas encuestas de opinión es de las elecciones generales anteriores, celebradas en abril y mayo de 2014, hasta el día de hoy.
| Encuesta            | Fecha                             | Agencia                    |          |         | Otros   | Mayoría | Ref |
| Encuesta            | Fecha                             | Agencia                    | NDA      | UPA     | Otros   | Mayoría | Ref |
| ------------------- | --------------------------------- | -------------------------- | -------- | ------- | ------- | ------- | --- |
| Encuestas de salida | Encuestas de salida               | India Today-Axis           | 352 ± 13 | 93 ± 15 | 82 ± 13 | 70 ± 13 |     |
| Encuestas de salida | Encuestas de salida               | News24-Today's Chanakya    | 350 ± 14 | 95 ± 9  | 97 ± 11 | 68 ± 14 |     |
| Encuestas de salida | Encuestas de salida               | News18-IPSOS CNN-IBN-IPSOS | 336      | 82      | 124     | 64      |     |
| Encuestas de salida | Encuestas de salida               | VDP Associates             | 333      | 115     | 94      | 61      |     |
| Encuestas de salida | Encuestas de salida               | Sudarshan News             | 313      | 121     | 109     | 41      |     |
| Encuestas de salida | Encuestas de salida               | Times Now-VMR              | 306 ± 3  | 132 ± 3 | 104 ± 3 | 34 ± 3  |     |
| Encuestas de salida | Encuestas de salida               | Republic-Ene Ki Baat       | 305      | 124     | 113     | 33      |     |
| Encuestas de salida | Encuestas de salida               | Suvarna News               | 305      | 124     | 102     | 33      |     |
| Encuestas de salida | Encuestas de salida               | India TV-CNX               | 300 ± 10 | 120 ± 5 | 122 ± 6 | 28 ± 10 |     |
| Encuestas de salida | Encuestas de salida               | India News-Polstrat        | 287      | 128     | 127     | 15      |     |
| Encuestas de salida | Encuestas de salida               | Republic-CVoter            | 287      | 128     | 127     | 15      |     |
| Encuestas de salida | Encuestas de salida               | News Nation                | 286      | 122     | 134     | 14      |     |
| Encuestas de salida | Encuestas de salida               | ABP-CSDS                   | 277      | 130     | 135     | 5       |     |
| Encuestas de salida | Encuestas de salida               | NewsX-Neta                 | 242      | 164     | 137     | Colgado |     |
| Opinion polls       | 8 de abril de 2019                | Times Now-VMR              | 279      | 149     | 115     | 7       |     |
| Opinion polls       | 6 de abril de 2019                | India TV-CNX               | 275      | 126     | 142     | 3       |     |
| Opinion polls       | 1 de febrero – 4 de abril de 2019 | Ene Ki Baat                | 310      | 122     | 111     | 38      |     |
| Opinion polls       | Mar 2019                          | Times Now-VMR              | 283      | 135     | 125     | 11      |     |
| Opinion polls       | Mar 2019                          | News Nation                | 270      | 134     | 139     | Colgado |     |
| Opinion polls       | Mar 2019                          | Republic-CVoter            | 264      | 141     | 138     | Colgado |     |
| Opinion polls       | Mar 2019                          | India TV-CNX               | 285      | 126     | 132     | 13      |     |
| Opinion polls       | Mar 2019                          | Zee 24 Taas                | 264      | 165     | 114     | Colgado |     |
| Opinion polls       | Feb 2019                          | VDP Associates             | 242      | 148     | 153     | Colgado |     |
| Opinion polls       | Ene 2019                          | Times Now-VMR              | 252      | 147     | 144     | Colgado |     |
| Opinion polls       | Ene 2019                          | ABP News-CVoter            | 233      | 167     | 143     | Colgado |     |
| Opinion polls       | Ene 2019                          | India Today-Karvy          | 237      | 166     | 140     | Colgado |     |
| Opinion polls       | Ene 2019                          | VDP Associates             | 225      | 167     | 150     | Colgado |     |
| Opinion polls       | Dic 2018                          | India Today                | 257      | 146     | 140     | Colgado |     |
| Opinion polls       | Dic 2018                          | ABP News-CVoter            | 247      | 171     | 125     | Colgado |     |
| Opinion polls       | Dic 2018                          | India TV-CNX               | 281      | 124     | 138     | 9       |     |
| Opinion polls       | Nov 2018                          | ABP News-CVoter            | 261      | 119     | 163     | Colgado |     |
| Opinion polls       | Oct 2018                          | ABP News                   | 276      | 112     | 155     | 4       |     |
| Opinion polls       | Ago 2018                          | India Today-Karvy          | 281      | 122     | 140     | 9       |     |
| Opinion polls       | May 2018                          | ABP News-CSDS              | 274      | 164     | 105     | 2       |     |
| Opinion polls       | Ene 2018                          | Republic-CVoter            | 335      | 89      | 119     | 63      |     |
| Opinion polls       | Ene 2018                          | India Today                | 309      | 102     | 132     | 37      |     |

## Resultados
|                           |                                                         |                                                         |                                           |                                    |                                    |                                    |         |     |  |
| Partidos y alianzas       | Partidos y alianzas                                     | Partidos y alianzas                                     | Partidos y alianzas                       | Votos                              | %                                  | +/-                                | Escaños | +/- |  |
|                           | Total Alianza Democrática Nacional                      | Total Alianza Democrática Nacional                      | Total Alianza Democrática Nacional        | Total Alianza Democrática Nacional | Total Alianza Democrática Nacional | Total Alianza Democrática Nacional | 353     | 17  |  |
|                           | Partido Popular Indio                                   | Partido Popular Indio                                   | 229 075 170                               | 37,36                              | 6,02                               | 303                                | 21      |     |  |
|                           | Ejercito de Shiva                                       | Ejercito de Shiva                                       | 12 858 904                                | 2,10                               |                                    | 18                                 |         |     |  |
|                           | Movimiento Popular (Unido)                              | Movimiento Popular (Unido)                              | 8 926 679                                 | 1,46                               |                                    | 16                                 | 14      |     |  |
|                           | Federación Progresista Dravida de Anna en Toda la India | Federación Progresista Dravida de Anna en Toda la India | 7 830 520                                 | 1,28                               |                                    | 1                                  | 35      |     |  |
|                           | Shiromani Akali Dal                                     | Shiromani Akali Dal                                     | 3 778 574                                 | 0,62                               |                                    | 2                                  | 2       |     |  |
|                           | Lok Jan Shakti Party                                    | Lok Jan Shakti Party                                    | 3 206 979                                 | 0,52                               |                                    | 6                                  |         |     |  |
|                           | Apna Dal (Soneylal)                                     | Apna Dal (Soneylal)                                     | 1 039 478                                 | 0,17                               |                                    | 2                                  |         |     |  |
|                           | Rashtriya Loktantrik                                    | Rashtriya Loktantrik                                    | 660 051                                   | 0,11                               |                                    | 1                                  | 1       |     |  |
|                           | Partido AJSU                                            | Partido AJSU                                            | 648 277                                   | 0,11                               |                                    | 1                                  | 1       |     |  |
|                           | Partido Popular Nacional                                | Partido Popular Nacional                                | 425 986                                   | 0,07                               |                                    | 1                                  |         |     |  |
|                           | Partido Progresista Nacional Democrático                | Partido Progresista Nacional Democrático                | 500 510                                   | 0,08                               |                                    | 1                                  | 1       |     |  |
|                           | Frente Nacional Mizo                                    | Frente Nacional Mizo                                    | 224 286                                   | 0,04                               |                                    | 1                                  |         |     |  |
|                           | Total Alianza Progresista Unida                         | Total Alianza Progresista Unida                         | Total Alianza Progresista Unida           | Total Alianza Progresista Unida    | Total Alianza Progresista Unida    | Total Alianza Progresista Unida    | 91      | 31  |  |
|                           | Congreso Nacional Indio                                 | Congreso Nacional Indio                                 | 119 494 885                               | 19,49                              | 0,03                               | 52                                 | 8       |     |  |
|                           | Federación Progresista Dravida                          | Federación Progresista Dravida                          | 13 877 622                                | 2,26                               |                                    | 23                                 | 23      |     |  |
|                           | Partido del Congreso Nacionalista                       | Partido del Congreso Nacionalista                       | 8 500 331                                 | 1,39                               |                                    | 5                                  | 1       |     |  |
|                           | Movimiento Popular (Secular)                            | Movimiento Popular (Secular)                            | 3 457 107                                 | 0,56                               |                                    | 1                                  | 1       |     |  |
|                           | Jharkand Mukti Morcha                                   | Jharkand Mukti Morcha                                   |                                           | 0,31                               |                                    | 1                                  | 1       |     |  |
|                           | Liga Musulmana de la Unión India                        | Liga Musulmana de la Unión India                        | 1 592 467                                 | 0,26                               |                                    | 3                                  | 1       |     |  |
|                           | Partido Socialista Revolucionario                       | Partido Socialista Revolucionario                       | 709 685                                   | 0,12                               |                                    | 1                                  | 1       |     |  |
|                           | Viduthalai Chiruthaigal Katchi                          | Viduthalai Chiruthaigal Katchi                          |                                           | 0,08                               |                                    | 1                                  | 1       |     |  |
|                           | Congreso de Kerala (M)                                  | Congreso de Kerala (M)                                  |                                           | 0,07                               |                                    | 1                                  |         |     |  |
|                           | Conferencia Nacional de Jammu y Cachemira               | Conferencia Nacional de Jammu y Cachemira               | 280 356                                   | 0,05                               |                                    | 3                                  | 3       |     |  |
|                           | Total Alianza Grande                                    | Total Alianza Grande                                    | Total Alianza Grande                      | Total Alianza Grande               | Total Alianza Grande               | Total Alianza Grande               | 15      | 10  |  |
|                           | Partido de la Sociedad Mayoritaria                      | Partido de la Sociedad Mayoritaria                      | 22 246 455                                | 3,63                               |                                    | 10                                 | 10      |     |  |
|                           | Partido Socialista                                      | Partido Socialista                                      | 15 647 182                                | 2,55                               |                                    | 5                                  |         |     |  |
|                           | Total Frente de Izquierda                               | Total Frente de Izquierda                               | Total Frente de Izquierda                 | Total Frente de Izquierda          | Total Frente de Izquierda          | Total Frente de Izquierda          | 5       | 5   |  |
|                           | Partido Comunista de la India (Marxista)                | Partido Comunista de la India (Marxista)                | 10 744 779                                | 1,75                               |                                    | 3                                  | 6       |     |  |
|                           | Partido Comunista de la India                           | Partido Comunista de la India                           | 3 576 184                                 | 0,58                               |                                    | 2                                  | 1       |     |  |
|                           | Congreso Trinamool de toda la India                     | Congreso Trinamool de toda la India                     | Congreso Trinamool de toda la India       | 24 929 325                         | 4,07                               |                                    | 22      | 12  |  |
|                           | Partido del Congreso YSR                                | Partido del Congreso YSR                                | Partido del Congreso YSR                  | 15 534 558                         | 2,53                               |                                    | 22      | 13  |  |
|                           | Tierra Telugu                                           | Tierra Telugu                                           | Tierra Telugu                             | 12 513 061                         | 2,04                               |                                    | 3       | 13  |  |
|                           | Biju Janata Dal                                         | Biju Janata Dal                                         | Biju Janata Dal                           | 10 172 041                         | 1,66                               |                                    | 12      | 12  |  |
|                           | Telangana Rashtra Samithi                               | Telangana Rashtra Samithi                               | Telangana Rashtra Samithi                 | 7 696 848                          | 1,26                               |                                    | 9       | 2   |  |
|                           | Partido del Hombre Común                                | Partido del Hombre Común                                | Partido del Hombre Común                  | 2 716 629                          | 0,44                               |                                    | 1       | 3   |  |
|                           | Frente Democrático Unido de Toda la India               | Frente Democrático Unido de Toda la India               | Frente Democrático Unido de Toda la India | 1 402 088                          | 0,23                               |                                    | 1       | 2   |  |
|                           | All India Majlis-e-Ittehadul Muslimen                   | All India Majlis-e-Ittehadul Muslimen                   | All India Majlis-e-Ittehadul Muslimen     | 1 201 542                          | 0,20                               |                                    | 2       | 1   |  |
|                           | Frente Popular Naga                                     | Frente Popular Naga                                     | Frente Popular Naga                       |                                    | 0,06                               |                                    | 1       |     |  |
|                           | Sikkim Krantikari Morcha                                | Sikkim Krantikari Morcha                                | Sikkim Krantikari Morcha                  |                                    | 0,03                               |                                    | 1       | 1   |  |
|                           | Otros partidos                                          | Otros partidos                                          | Otros partidos                            |                                    |                                    |                                    | 0       |     |  |
|                           | Independientes                                          | Independientes                                          | Independientes                            | 16 467 219                         | 2,69                               |                                    | 4       | 1   |  |
|                           |                                                         |                                                         |                                           |                                    |                                    |                                    | 1       | -   |  |
|                           |                                                         |                                                         |                                           | 6 513 315                          | 1,06                               | 0,04                               |         |     |  |
|                           |                                                         |                                                         |                                           |                                    |                                    |                                    |         |     |  |
| Total                     | Total                                                   | Total                                                   | Total                                     | ≈ 613 000 000                      | 100                                | -                                  | 543     |     |  |
| Registrados/Participación | Registrados/Participación                               | Registrados/Participación                               | Registrados/Participación                 | ≈ 907 000 000                      | ≈ 67,6                             |                                    |         |     |  |